# CFC Hertha 06
CFC Hertha 06 was een sportclub uit Charlottenburg, een stadsdeel van de Duitse hoofdstad Berlijn. De club is actief in voetbal, tafeltennis, schaken en kegelen. De herenploeg van het tafeltennis speelde enkele seizoenen in de Bundesliga. 

## Geschiedenis
De club werd op 5 maart 1906 opgericht als Charlottenburger FC Vorwärts en nam reeds in juli van dat jaar de naam CFC Hertha 06 aan. In 1920 sloot Charlottenburger SC Stern 1916 zich bij de club aan. In 1933 moest de club onder druk van het nazi-regime fuseren met SuS Brandenburg tot FC Brandenburg-Hertha 06, maar deze fusie werd na één jaar ongedaan gemaakt. Op sportief vlak speelde de club steeds in de lagere reeksen. 
Na de Tweede Wereldoorlog werden alle Duitse clubs ontbonden en de club ging op in het nieuw opgerichte SG Charlottenburg. In 1949 werd de club heropgericht. Van 1965 tot 1970 speelde de club in de 1. Amateurliga, de derde klasse. De club zonk weer weg naar de laagste reeksen. De club kon zich weer langzaam opwerken en promoveerde in 2008 naar de Landesliga Berlin, de tweede hoogste amateurklasse van Berlijn en de zevende klasse in heel Duitsland. In 2014 promoveerde de club naar de Berlin-Liga. Daar werd de club meteen vicekampioen achter Tennis Borussia en promoveerde zo door naar de Oberliga Nordost.  
In 2024 raakte de club betrokken bij een enorme rel toen tijdens een jeugdwedstrijd tegen Makkabi Berlin spelers van de tegenpartij racistisch behandeld werden. In de loop van het seizoen 2023/24 werd de club failliet verklaard. In maart 2024 werd reeds opvolger Charlottenburger FC Berlin opgericht, dat eerst zich focuste op jeugd maar in 2024/25 zich ook inschreef met een eerste elftal.